# Hendricus Sneevliet
Hendricus Sneevliet (ur. 13 maja 1883 w Rotterdamie, zm. 13 kwietnia 1942 w Amersfoorcie) – holenderski polityk socjalistyczny i komunistyczny.

## Życiorys
Pracował jako kolejarz, działał w związkach zawodowych, do 1909 był prezydentem Unii Kolei i Tramwajarzy, zaangażował się również w działalność Socjaldemokratycznej Partii Pracy. Po sporze z innymi przywódcami związkowymi udał się do Wschodnich Indii, gdzie publikował w piśmie „Soerabajaasch Handelsblad” i był sekretarzem spółki handlowej w Semarangu, który był wówczas centrum radykalizmu w Indiach Wschodnich. Zaangażował się w indonezyjski ruch narodowy, 1914 założył Stowarzyszenie Socjaldemokratyczne, którego członkami byli socjaliści o różnych stopniach radykalizmu. Po rozłamie w 1917 przewodził radykalnemu i rewolucyjnemu skrzydłu partii. Jego partia uzyskała silne wpływy w związku kolejarzy w Semarangu. Z powodu swojej działalności rewolucyjnej Sneevliet w 1917 został deportowany z Indii Wschodnich, po powrocie do Europy działał w Międzynarodówce Komunistycznej. Po 1924 ograniczył swoją działalność do Holandii, 1929 założył tam Rewolucyjną Partię Socjalistyczną, z ramienia której 1933–1937 zasiadał w holenderskim parlamencie. W 1942 został stracony przez niemieckich okupantów w Amersfoorcie.